# Тамбовская улица (Москва)
Тамбо́вская улица (до 03.01.1977 г. — проектируемый проезд № 5390) — улица в районе Орехово-Борисово Южное Южного административного округа города Москвы. Протяжённость улицы — 400 метров.

## Расположение
Расположена между Ясеневой улицей и Гурьевским проездом. Названа в честь города Тамбова (по расположению на краю Москвы и примерному направлению на этот город). Проходит по частично засыпанной долине реки Шмелёвки, северо-восточнее Тамбовской улицы долина сохранилась и в 1991 году объявлена государственным памятником природы местного значения.

## Транспорт

### Автобусные маршруты
- 828: метро «Красногвардейская» — метро «Домодедовская».